# Fuse Teppō Musume no Torimonochō
Fuse Teppō Musume no Torimonochō (伏 鉄砲娘の捕物帳?) è un film d'animazione del 2012 diretto da Masayuki Miyaji.
Il film è basato sul romanzo Fuse Gansaku: Satomi Hakkenden di Kazuki Sakuraba.

## Trama
Nel Giappone del periodo Edo, Hamaji, una giovane cacciatrice cresciuta tra le montagne, riceve una lettera dal fratello Dōsetsu, che la invita a raggiungerlo a Edo per unirsi a lui nella caccia ai fuse: esseri leggendari, metà uomo e metà lupo, accusati di nutrirsi dello spirito umano. Lo shōgun ha messo una taglia su di loro, alimentando il clima di paura e sospetto nella capitale.
Arrivata in città, Hamaji si perde e viene soccorsa da uno sconosciuto gentile e misterioso di nome Shino, con cui stringe un’immediata amicizia. Ignora tuttavia che Shino sia egli stesso un fuse.  Nel frattempo, sotto la guida del fratello, la ragazza prende parte alla caccia e abbatte una fuse femmina, ottenendo gloria e denaro.
Quando Shino apprende dell’uccisione, si sente tradito e decide di vendicarsi, pianificando con gli altri fuse un attacco contro lo shōgun. Tuttavia, il legame profondo e sincero che lo unisce a Hamaji inizia a cambiare entrambi: lei comprende l’umanità e il dolore dei fuse, mentre lui si allontana dalla sete di vendetta. Il loro affetto supera la barriera tra preda e cacciatrice, spingendoli a cercare un nuovo inizio lontano dalla violenza.